# Handboogvereniging Prins Bernhard
Handboogvereniging Prins Bernhard is een sportvereniging uit 's-Hertogenbosch. De club heeft een sterke verankering in de wijk Orthen; het clubhuis is gevestigd op het terrein van het historische Fort Orthen, gebouwd in 1630. De vereniging had op 1 januari 2014 61 leden; 5 aspiranten, 13 cadetten, 4 junior, 24 senior en 15 masterleden. Dit ledental is al enkele jaren groeiende.

## Geschiedenis
Als oprichtingsjaar van Prins Bernhard staat in het clubwapen het jaar 1982 genoteerd. De historie voert echter terug tot voor de Tweede Wereldoorlog. Tot het jaar 1982 is Prins Bernhard echter een rustende vereniging.
De club schoot voorheen achter café Schutters Welvaren, eveneens gevestigd aan de Ketsheuvel. Vanuit Vught trok de in 's-Hertogenbosch woonachtige Jack Viguurs naar Orthen. Hij blaast in 1982 samen met een aantal Vughtse schutters nieuw leven in de slapende vereniging. Naast enkele handboogclubs in Rosmalen is Prins Bernhard de enige Bossche handboogvereniging.
Op 15 februari 2002 brandt het houten clubhuis tot aan de grond toe af. Wat resteert zijn enkele gesmolten trofeeën; het complete archief is in een keer verdwenen.
Het voormalige onderkomen was compleet van hout gemaakt. Het nieuwe clubhuis is nu van de binnenkant uit steen opgebouwd. Aan de buitenkant moest het vanuit de monumentenregeling uit hout worden opgetrokken om het weer op de oude situatie te laten lijken.
Het nieuwe clubhuis werd op 3 mei officieel geopend door gemeenteraadslid en voormalig wethouder van sport Guus Paanakker.

## Doel en disciplines
Prins Bernhard beschikt over een semi-overdekte accommodatie met 9 banen waar zowel op 18 meter (officiële indoor afstand) als 25 meter geschoten kan worden. Semi-overdekt houdt in dat er door ramen naar buiten geschoten wordt. De vereniging richt zich primair op recurve-schutters en in mindere mate op compound-schutters. Er wordt meegedaan aan zowel de Indoor- als de 25m1pijl-competities van de Nederlandse Handboog Bond.